# Vernouillet (Eure-et-Loir)
Vernouillet település Franciaországban, Eure-et-Loir megyében. Lakosainak száma 12 491 fő (2022. január 1.). Vernouillet Allainville, Dreux, Garnay, Luray, Marville-Moutiers-Brûlé és Vert-en-Drouais községekkel határos.

## Népesség
A település népessége az elmúlt években az alábbi módon változott:
| Lakosok száma | 4071 | 10 318 | 11 680 | 11 779 | 12 047 | 12 572 | 12 506 | 12 472 | 12 411 | 12 491 |
|               | 1968 | 1982   | 1990   | 2006   | 2013   | 2015   | 2017   | 2019   | 2020   | 2022   |